# Berevo-Ranobe
Berevo-Ranobe è una città e comune del Madagascar situata nel distretto di Maintirano, regione di Melaky. 
La popolazione del comune rilevata nel censimento 2001 era pari a 7 940 unità.